# Вучич, Борка
Бо́рка Ву́чич (серб. Борка Вучић; 4 апреля 1926, Комирицу, Валево, Югославия — 1 августа 2009, близ Лапово, Сербия) — сербский политический деятель, и. о. председателя Скупщины Сербии (2007).

## Биография
В 1951 году окончила юридический факультет Белградского университета. Стажировалась в США и Нидерландах, защитила кандидатскую диссертацию в Великобритании.
Работала в Экономическом институте Югославии, являлась статс-секретарём министерства для внешней торговли, руководителем федерального бюро по вопросам планирования, министром промышленности и строительства СФРЮ.
В 1970 году познакомилась со Слободаном Милошевичем, когда будущий президент Югославии получил партийное назначение на должность в совете директоров «Београдска банка».
Ставший в 1992 году президентом Сербии Милошевич, поставил перед Вучич нелегкую задачу — прорвать финансовую блокаду ООН. С этой задачей она справилась блестяще. Такая же система офшорного финансирования заработала и с началом войны в Косове. Отчёт кипрского отделения «Београдска» за 1998 год показал, что оборот средств этого банка (то есть потоки средств в Югославию и из неё) составил $5 млрд.
В 1997 году назначена президентом «Београдска».
В 2007 году была избрана депутатом Скупщины от Социалистической партии Сербии, исполняла обязанности её председателя.
Погибла в автомобильной катастрофе 1 августа 2009 года на трассе Белград—Ниш возле Лапово.